# Ricardo Seitenfus
Dr. Ricardo Antônio Silva Seitenfus (* 1948 in Arroio do Tigre) ist ein brasilianischer Politologe, Historiker und Autor. Er ist emeritierter Professor der Rechtswissenschaftlichen Fakultät der Bundesuniversität Santa Maria, Brasilien. Von 2008 bis 2011 war er Sondergesandter der Organisation Amerikanischer Staaten in Haiti. Als Autor veröffentlicht er insbesondere Schriften, die sich mit der Situation Haitis und der Außenpolitik Brasiliens befassen.

## Werdegang
Seitenfus erlangte im Jahr 1973 seinen Abschluss in Politologie an der Universität Genf, Schweiz. Dort absolvierte er ebenfalls das Studium der Wirtschaftswissenschaften mit dem Schwerpunkt Entwicklungspolitik. 1978 schloss er ferner das Studium neuerer und neuester Geschichte dort ab. Im Jahr 1980 wurde er am Institut des Hautes Études Internationales (IUHEI) der Universität Genf in internationalen Beziehungen promoviert.
Er war anschließend als ordentlicher Professor an der rechtswissenschaftlichen Fakultät der Bundesuniversität Santa Maria, Brasilien, tätig. Neben dieser Aufgabe war er Chefredakteur der Zeitschrift für Lateinamerikanische Integration, Generaldirektor der Akademischen Hochschule für Recht in Santa Maria (FADISMA), Berater des Außenministeriums in Fragen der Vereinten Nationen und stellvertretender Vorsitzender der Rechtskommission (CJI) der Organisation Amerikanischer Staaten.
Nachdem er zunächst im Auftrag des brasilianischen Präsidenten Lula da Silva die Lage in Haiti beobachtete, berief ihn der Generalsekretär der Organisation Amerikanischer Staaten, José Miguel Insulza, im Jahr 2008 zum Sondergesandten der Organisation in Haiti. Dort war seit 2004 die Mission des Nations Unies pour la stabilisation en Haïti (MINUSTAH) unter maßgeblicher Beteiligung Brasiliens als Friedensmission anwesend. Seitenfus beteiligte sich an den Bemühungen der internationalen Gemeinschaft, die politischen Akteure Haitis auf dem Weg zu demokratischer Ordnung und Regelmäßigkeit zu begleiten.
Seit Beendigung seiner Tätigkeit in Haiti beteiligt sich Seitenfus als Analyst und Kommentator der politischen Verhältnisse Haitis weiterhin am dortigen Geschehen. Die Tageszeitung Le Nouvelliste nutzt seine Expertise häufig in ihren Beiträgen.

## Veröffentlichungen
- Ricardo Antonio Silva Seitenfus: Para uma nova politica externa brasileira. Livraria do Advogado, Porto Alegre 1994, ISBN 85-85616-25-3 (portugiesisch).
- Ricardo Seitenfus: Échec de l’aide internationale à Haïti. Editions de l’Université d’État d’Haïti, Port-au-Prince 2015, ISBN 978-99935-57-95-1 (französisch).
- Ricardo Antônio Silva Seitenfus: A ONU e a epidemia de cólera no Haiti. Alameda, 2019, ISBN 978-85-7939-644-1 (portugiesisch).
- Ricardo Seitenfus, Raoul Peck (Vorwort): L`echec de l`aide internationale a Haiti: Dilemmes et egarements. 2020, ISBN 979-86-5262293-0, JSTOR:26527988 (französisch).